# Derek Riggs

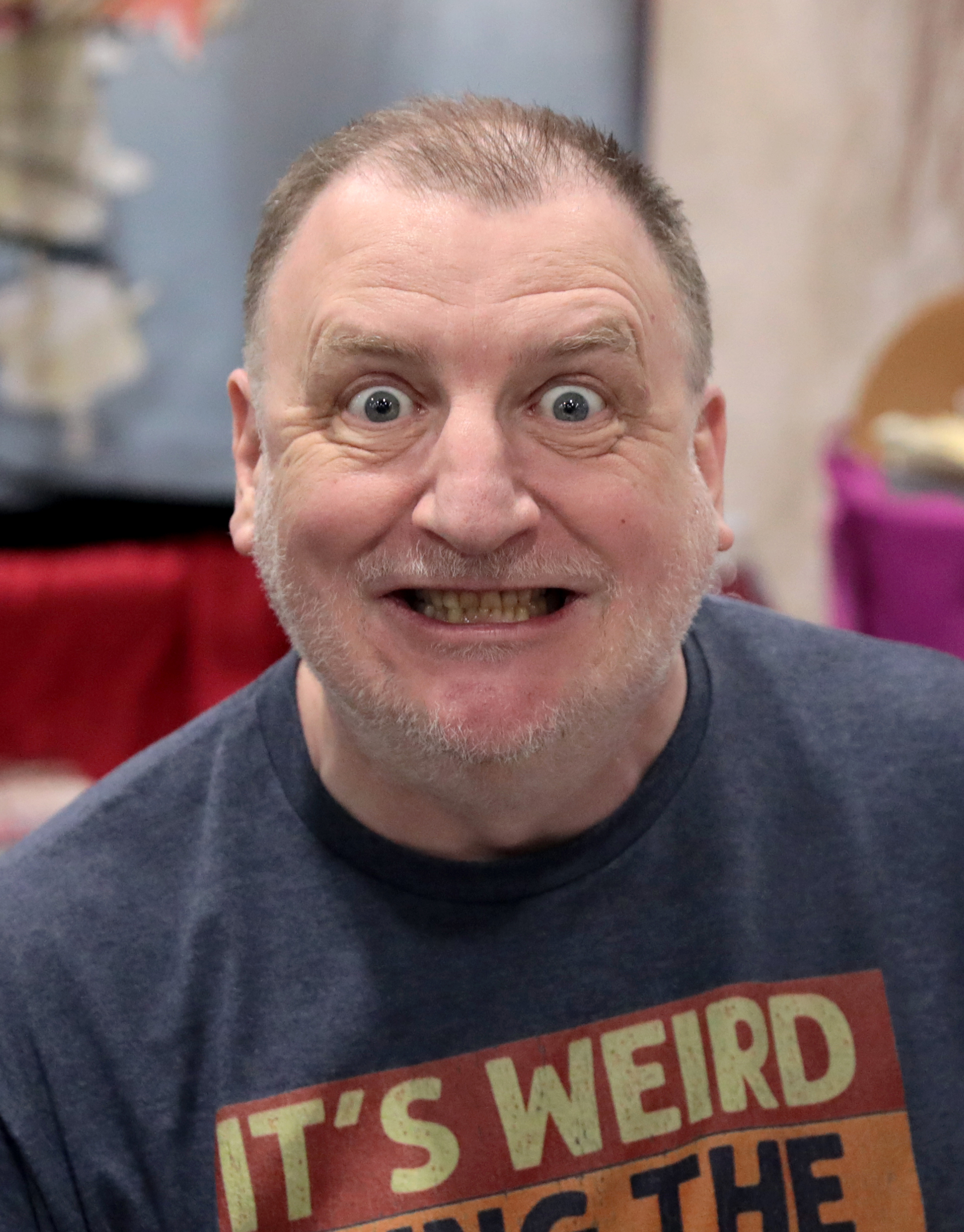
Derek Riggs (2022)

Derek Riggs (* 13. Februar 1958 in Portsmouth) ist ein britischer zeitgenössischer Künstler. Bekanntheit erlangte er durch seine Schöpfung des Maskottchens Eddie der britischen Heavy-Metal-Band Iron Maiden.

## Leben und Werk

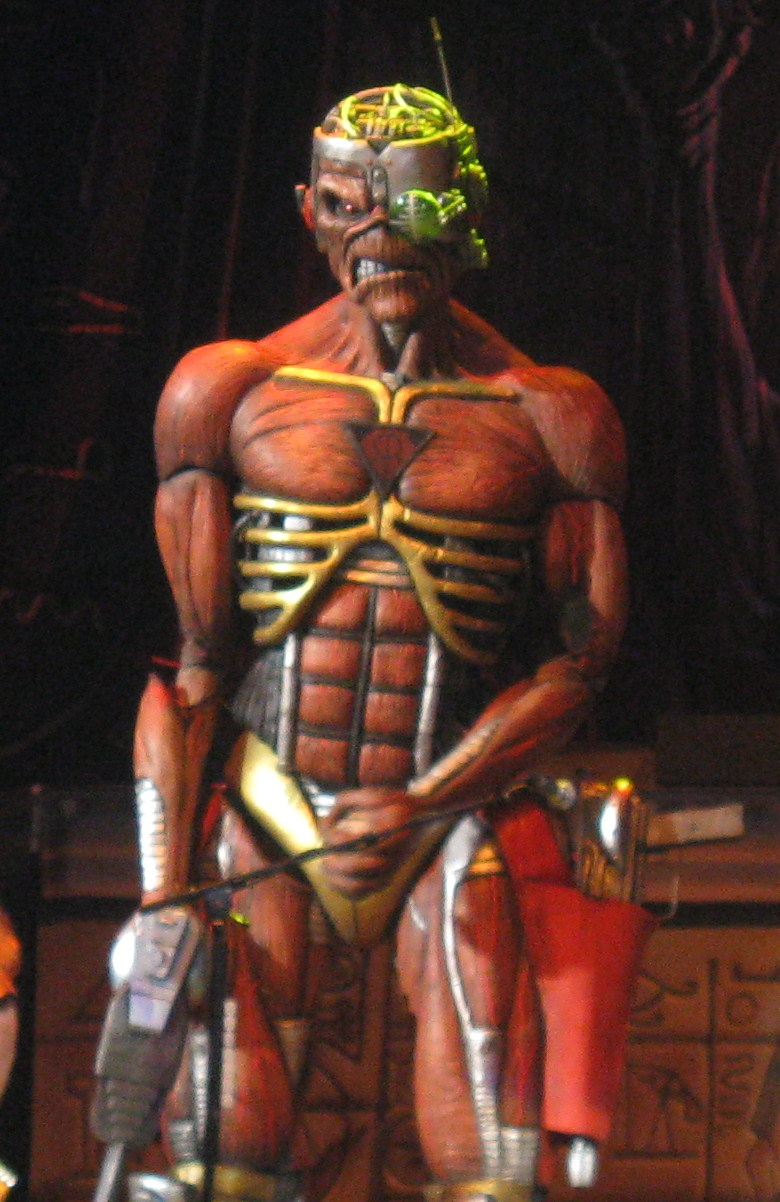
Eddie the Head, Bühnenpuppe von 2008

Riggs ist ein autodidaktischer Künstler, sowohl in seiner traditionellen Malerei als auch in seiner digitalen Arbeit. Er besuchte zwar die Kunstschule, wurde aber nach Beschwerden über den Kurs verwiesen. Riggs’ berühmteste Leistung ist Schöpfung des Maskottchens Eddie, dem Maskottchen der Band Iron Maiden, das zum Thema ihres Albums und ihrer einzelnen Cover wurde. Der erste Entwurf Riggs von Eddie trug den Titel ‚Electric Matthew sagt Hallo‘, und wurde für eine mögliche Punkabdeckung tatsächlich gemalt. Das Management von Iron Maiden bat Riggs daraufhin, der Figur Haare zu verleihen, damit es weniger punkartig aussieht. Das entstandene Bild wurde für das 1980 erschienene Debütalbum Iron Maiden verwendet. Riggs arbeitete in den 80er und 90er Jahren weiter mit Iron Maiden zusammen und schuf viele der bekannten Albumcover der Band. 1992 entschied sich die Band jedoch, Beiträge anderer Künstler für ihr nächstes Album, Fear of the Dark zu verwenden, was in den letzten Jahren wesentlich weniger Aufträge für Riggs zur Folge hatte.

Derek Riggs Initialen, die in den meisten Coverbildern versteckt sind

Seit der ersten Iron-Maiden-Single Running Free und später dem ersten Iron-Maiden-Album Iron Maiden gestaltete Riggs über 60 Cover für die Band – jeweils mit Variationen des Eddie-Themas. Beim Cover zu Somewhere in Time begann Riggs, Verweise auf alte Alben und Lieder der Band einzubauen. Diese Spielweise der Covergestaltung wird von ihm immer wieder eingesetzt, so auch beim Album Seventh Son of a Seventh Son, dem siebten Album von Iron Maiden. Hier verewigte Riggs die sechs vorherigen Versionen des Eddie-Themas im Eis. Auch für andere Bands gestaltet Riggs Cover, unter anderem für Stratovarius und Gamma Ray.
Riggs lebt und arbeitet in Großbritannien.